# HD 20468
HD 20468，又名BD+33 619，SAO 56340、HR 991，是一颗恒星，视星等为4.82，位于銀經154.63，銀緯-19.43，其B1900.0坐标为赤經3h 12m 28.4s，赤緯+33° -19.43′ 25″。